# Pomnik Józefa Piłsudskiego w Ławicy pod Poznaniem
Pomnik Józefa Piłsudskiego w Ławicy pod Poznaniem – pomnik Józefa Piłsudskiego usytuowany w Ławicy pod Poznaniem, współcześnie części miasta Poznania, zniszczony we wrześniu 1939 roku. 

## Historia
Odsłonięcie pomnika marszałka Józefa Piłsudskiego usytuowanego na dziedzińcu szkoły powszechnej w Ławicy (współcześnie Szkoła Podstawowa nr 58 im. Jerzego Kukuczki przy ul. Ławica 3) odbyło się 5 stycznia 1936 roku. Uroczystość poprzedziła msza święta w kościele w pobliskim Skórzewie, skąd na miejsce odsłonięcia pomnika przemaszerowali m.in. członkowie Związku Legionistów, Związku Weteranów Powstań Narodowych 1914–1919 w Ławicy, Związku Rezerwistów, a także Związku Strzeleckiego. Podczas uroczystości obecni byli także m.in. starosta powiatowy dr Zbigniew Jerzykowski, inspektor szkolny Graelle i powstaniec, przewodniczący Komitetu Honorowego budowy pomnika podpułkownik Andrzej Kopa.
Odsłonięcia monumentu, którego autorem był rzeźbiarz Lewenidowicz, dokonał senator Zygmunt Głowacki, który był równocześnie protektorem budowy pomnika. Następnie akt erekcyjny odczytał Wiktor Trumpus. Po zakończeniu uroczystości, w budynku szkoły, odczyt dotyczący m.in. walk o zdobycie lotniska w Ławicy wygłosił podpułkownik Andrzej Kopa.
Pomnik został zniszczony przez Niemców 19 września 1939 roku.